# Stictocephala brevitylus
Stictocephala brevitylus är en insektsart som beskrevs av Van Duzee. Stictocephala brevitylus ingår i släktet Stictocephala och familjen hornstritar. Utöver nominatformen finns också underarten S. b. dolichotylus.